# 1000 Miles of Sebring 2022

Tor Sebring International Raceway

1000 Miles of Sebring 2022 – długodystansowy wyścig samochodowy, który odbył się 18 marca 2022 roku. Był on inauguracją sezonu 2022 serii FIA World Endurance Championship.

## Harmonogram
| Dzień              | Godzina | Sesja                             | Długość               |
| ------------------ | ------- | --------------------------------- | --------------------- |
| Środa, 16 marca    | 11:05   | Pierwsza sesja treningowa         | 60 minut              |
| Środa, 16 marca    | 16:35   | Druga sesja treningowa            | 60 minut              |
| Czwartek, 17 marca | 11:55   | Trzecia sesja treningowa          | 60 minut              |
| Czwartek, 17 marca | 19:00   | Kwalifikacje LMGTE Pro i LMGTE Am | 10 minut              |
| Czwartek, 17 marca | 19:20   | Kwalifikacje Hypercar i LMP2      | 10 minut              |
| Piątek, 18 marca   | 12:00   | Wyścig                            | 1000 mil lub 8 godzin |
| Źródło             |         |                                   |                       |

## Sesje treningowe
| Klasa          | Zespół                    | Samochód                 | Czas           | Okr.           |
| Sesja pierwsza | Sesja pierwsza            | Sesja pierwsza           | Sesja pierwsza | Sesja pierwsza |
| -------------- | ------------------------- | ------------------------ | -------------- | -------------- |
| Hypercar       | #708 Glickenhaus Racing   | Glickenhaus 007 LMH      | 1:49,738       | 16             |
| LMP2           | #41 RealTeam by WRT       | Oreca 07                 | 1:50,477       | 22             |
| LMGTE Pro      | #92 Porsche GT Team       | Porsche 911 RSR-19       | 1:58,827       | 17             |
| LMGTE Am       | #46 Team Project 1        | Porsche 911 RSR-19       | 1:58,906       | 18             |
| Sesja druga    |                           |                          |                |                |
| Hypercar       | #36 Alpine Elf Team       | Alpine A480              | 1:50,512       | 26             |
| LMP2           | #23 United Autosports USA | Oreca 07                 | 1:51,040       | 24             |
| LMGTE Pro      | #92 Porsche GT Team       | Porsche 911 RSR-19       | 1:58,488       | 25             |
| LMGTE Am       | #98 NorthWest AMR         | Aston Martin Vantage AMR | 2:00,029       | 25             |
| Sesja trzecia  |                           |                          |                |                |
| Hypercar       | #708 Glickenhaus Racing   | Glickenhaus 007 LMH      | 1:49,261       | 17             |
| LMP2           | #22 United Autosports USA | Oreca 07                 | 1:49,745       | 22             |
| LMGTE Pro      | #92 Porsche GT Team       | Porsche 911 RSR-19       | 1:57,448       | 18             |
| LMGTE Am       | #46 Team Project 1        | Porsche 911 RSR-19       | 1:58,776       | 23             |

## Kwalifikacje
Pole position w każdej kategorii oznaczone jest pogrubieniem.
| Poz.   | Klasa     | Zespół                        | Kierowca               | Czas     | Strata   | Poz. s. |
| ------ | --------- | ----------------------------- | ---------------------- | -------- | -------- | ------- |
| 1      | Hypercar  | #36 Alpine Elf Team           | Nicolas Lapierre       | 1:47,407 | —        | 1       |
| 2      | Hypercar  | #708 Glickenhaus Racing       | Olivier Pla            | 1:48,741 | +1,334s  | 2       |
| 3      | LMP2      | #83 AF Corse                  | Nicklas Nielsen        | 1:49,014 | +1,607s  | 3       |
| 4      | Hypercar  | #8 Toyota Gazoo Racing        | Brendon Hartley        | 1:49,217 | +1,810s  | 4       |
| 5      | LMP2      | #22 United Autosports USA     | Filipe Albuquerque     | 1:49,388 | +1,981s  | 5       |
| 6      | LMP2      | #23 United Autosports USA     | Paul di Resta          | 1:49,510 | +2,103s  | 6       |
| 7      | Hypercar  | #7 Toyota Gazoo Racing        | José María López       | 1:49,581 | +2,174s  | 7       |
| 8      | LMP2      | #31 WRT                       | René Rast              | 1:49,670 | +2,263s  | 8       |
| 9      | LMP2      | #41 RealTeam by WRT           | Ferdinand Habsburg     | 1:49,688 | +2,281s  | 9       |
| 10     | LMP2      | #9 Prema Orlen Team           | Robert Kubica          | 1:50,057 | +2,650s  | 10      |
| 11     | LMP2      | #28 Jota                      | Jonathan Aberdein      | 1:50,178 | +2,771s  | 11      |
| 12     | LMP2      | #38 Jota                      | António Félix da Costa | 1:50,596 | +3,189s  | 12      |
| 13     | LMP2      | #5 Team Penske                | Dane Cameron           | 1:50,629 | +3,222s  | 13      |
| 14     | LMP2      | #1 Richard Mille Racing       | Charles Milesi         | 1:50,916 | +3,509s  | 14      |
| 15     | LMP2      | #35 Ultimate                  | Matthieu Lahaye        | 1:50,954 | +3,547s  | 15      |
| 16     | LMP2      | #10 Vector Sport              | Nico Müller            | 1:50,955 | +3,548s  | 16      |
| 17     | LMP2      | #44 ARC Bratislava            | Mathias Beche          | 1:51,182 | +3,775s  | 17      |
| 18     | LMP2      | #45 Algarve Pro Racing        | James Allen            | 1:51,332 | +3,925s  | 18      |
| 19     | LMGTE Pro | #92 Porsche GT Team           | Michael Christensen    | 1:57,233 | +9,826s  | 19      |
| 20     | LMGTE Pro | #91 Porsche GT Team           | Gianmaria Bruni        | 1:57,383 | +9,976s  | 20      |
| 21     | LMGTE Pro | #64 Corvette Racing           | Nick Tandy             | 1:57,696 | +10,289s | 21      |
| 22     | LMGTE Am  | #33 TF Sport                  | Ben Keating            | 1:59,204 | +11,797s | 22      |
| 23     | LMGTE Pro | #51 AF Corse                  | James Calado           | 1:59,299 | +11,892s | 23      |
| 24     | LMGTE Pro | #52 AF Corse                  | Antonio Fuoco          | 1:59,388 | +11,981s | 24      |
| 25     | LMGTE Am  | #98 NorthWest AMR             | Paul Dalla Lana        | 2:00,570 | +13,163s | 25      |
| 26     | LMGTE Am  | #56 Team Project 1            | Brendan Iribe          | 2:00,649 | +13,242s | 26      |
| 27     | LMGTE Am  | #85 Iron Dames                | Sarah Bovy             | 2:01,140 | +13,733s | 27      |
| 28     | LMGTE Am  | #777 D'Station Racing         | Satoshi Hoshino        | 2:01,379 | +13,972s | 28      |
| 29     | LMGTE Am  | #77 Dempsey-Proton Racing     | Christian Ried         | 2:02,079 | +14,672s | 29      |
| 30     | LMGTE Am  | #54 AF Corse                  | Thomas Flohr           | 2:02,264 | +14,857s | 30      |
| 31     | LMGTE Am  | #71 Spirit of Race            | Franck Dezoteux        | 2:02,800 | +15,393s | 31      |
| 32     | LMGTE Am  | #21 AF Corse                  | Christoph Ulrich       | 2:03,116 | +15,709s | 32      |
| 33     | LMGTE Am  | #88 Dempsey-Proton Racing     | Fred Poordad           | 2:03,560 | +16,153s | 33      |
| 34     | LMGTE Am  | #60 Iron Lynx                 | Claudio Schiavoni      | 2:03,726 | +16,319s | 34      |
| 35     | LMGTE Am  | #46 Team Project 1            | —                      | —        | —        | 35      |
| 36     | LMP2      | #34 Inter Europol Competition | —                      | —        | —        | 36      |
| Źródła |           |                               |                        |          |          |         |

## Wyścig
W trakcie wyścigu trzykrotnie wywieszono czerwone flagi. Za pierwszym razem po wypadku José Maríi Lópeza z #7 Toyoty Gazoo Racing. Za drugim razem wyścig został przerwany z burzy i amerykańskiego prawa odnośnie postępowania w takich sytuacjach. Trzecia czerwona flaga, również z powodu burzy, została wywieszona po próbie wznowienia rywalizacji i zakończyła ona wyścig.

### Wyniki
Minimum do bycia sklasyfikowanym (70 procent dystansu pokonanego przez zwycięzców wyścigu) wyniosło 136 okrążeń. Zwycięzcy klas są oznaczeni pogrubieniem.
| Poz.              | Klasa         | Zespół                        | Kierowcy                                               | Samochód                 | Opony | Okr. | Czas/Strata  |
| ----------------- | ------------- | ----------------------------- | ------------------------------------------------------ | ------------------------ | ----- | ---- | ------------ |
| 1                 | Hypercar      | #36 Alpine Elf Team           | André Negrão Nicolas Lapierre Matthieu Vaxivière       | Alpine A480              | M     | 194  | 7:15:37,293  |
| 2                 | Hypercar      | #8 Toyota Gazoo Racing        | Sebastien Buemi Brendon Hartley Ryō Hirakawa           | Toyota GR010 Hybrid      | M     | 194  | +37,466s     |
| 3                 | Hypercar      | #708 Glickenhaus Racing       | Olivier Pla Romain Dumas Ryan Briscoe                  | Glickenhaus 007 LMH      | M     | 193  | +1 okrążenie |
| 4                 | LMP2          | #23 United Autosports USA     | Paul di Resta Oliver Jarvis Josh Pierson               | Oreca 07                 | G     | 192  | +2 okrążenia |
| 5                 | LMP2          | #31 WRT                       | Sean Gelael Robin Frijns René Rast                     | Oreca 07                 | G     | 192  | +2 okrążenia |
| 6                 | LMP2          | #41 RealTeam by WRT           | Rui Andrade Ferdinand Habsburg Norman Nato             | Oreca 07                 | G     | 192  | +2 okrążenia |
| 7                 | LMP2          | #9 Prema Orlen Team           | Robert Kubica Louis Delétraz Lorenzo Colombo           | Oreca 07                 | G     | 192  | +2 okrążenia |
| 8                 | LMP2          | #28 Jota                      | Oliver Rasmussen Edward Jones Jonathan Aberdein        | Oreca 07                 | G     | 192  | +2 okrążenia |
| 9                 | LMP2          | #38 Jota                      | Roberto González Antonio Felix da Costa Will Stevens   | Oreca 07                 | G     | 192  | +2 okrążenia |
| 10                | LMP2          | #22 United Autosports USA     | Philip Hanson Filipe Albuquerque Will Owen             | Oreca 07                 | G     | 192  | +2 okrążenia |
| 11                | LMP2          | #5 Team Penske                | Dane Cameron Emmanuel Collard Felipe Nasr              | Oreca 07                 | G     | 192  | +2 okrążenia |
| 12                | LMP2 (Pro-Am) | #83 AF Corse                  | François Perrodo Nicklas Nielsen Alessio Rovera        | Oreca 07                 | G     | 191  | +3 okrążenia |
| 13                | LMP2 (Pro-Am) | #35 Ultimate                  | Jean-Baptiste Lahaye Matthieu Lahaye François Heriau   | Oreca 07                 | G     | 190  | +4 okrążenia |
| 14                | LMP2 (Pro-Am) | #45 Algarve Pro Racing        | Steven Thomas James Allen René Binder                  | Oreca 07                 | G     | 190  | +4 okrążenia |
| 15                | LMP2          | #1 Richard Mille Racing Team  | Lilou Wadoux Sébastien Ogier Charles Milesi            | Oreca 07                 | G     | 189  | +5 okrążeń   |
| 16                | LMP2 (Pro-Am) | #44 ARC Bratislava            | Miroslav Konôpka Mathias Beche Tijmen van der Helm     | Oreca 07                 | G     | 188  | +6 okrążeń   |
| 17                | LMGTE Pro     | #92 Porsche GT Team           | Michael Christensen Kévin Estre                        | Porsche 911 RSR-19       | M     | 183  | +11 okrążeń  |
| 18                | LMGTE Pro     | #64 Corvette Racing           | Tommy Milner Nick Tandy                                | Chevrolet Corvette C8.R  | M     | 183  | +11 okrążeń  |
| 19                | LMGTE Pro     | #91 Porsche GT Team           | Gianmaria Bruni Richard Lietz                          | Porsche 911 RSR-19       | M     | 183  | +11 okrążeń  |
| 20                | LMGTE Pro     | #51 AF Corse                  | Alessandro Pier Guidi James Calado                     | Ferrari 488 GTE Evo      | M     | 183  | +11 okrążeń  |
| 21                | LMGTE Am      | #98 NorthWest AMR             | Paul Dalla Lana David Pittard Nicki Thiim              | Aston Martin Vantage AMR | M     | 180  | +14 okrążeń  |
| 22                | LMGTE Pro     | #52 AF Corse                  | Miguel Molina Antonio Fuoco                            | Ferrari 488 GTE Evo      | M     | 180  | +14 okrążeń  |
| 23                | LMGTE Am      | #33 TF Sport                  | Ben Keating Florian Latorre Marco Sørensen             | Aston Martin Vantage AMR | M     | 180  | +14 okrążeń  |
| 24                | LMGTE Am      | #56 Team Project 1            | Brendan Iribe Olliver Millroy Ben Barnicoat            | Porsche 911 RSR-19       | M     | 180  | +14 okrążeń  |
| 25                | LMGTE Am      | #77 Dempsey-Proton Racing     | Christian Ried Sebastian Priaulx Harry Tincknell       | Porsche 911 RSR-19       | M     | 180  | +14 okrążeń  |
| 26                | LMGTE Am      | #85 Iron Dames                | Rahel Frey Michelle Gatting Sarah Bovy                 | Ferrari 488 GTE Evo      | M     | 179  | +15 okrążeń  |
| 27                | LMGTE Am      | #777 D'Station Racing         | Satoshi Hoshino Tomonobu Fujii Charles Fagg            | Aston Martin Vantage AMR | M     | 179  | +15 okrążeń  |
| 28                | LMGTE Am      | #21 AF Corse                  | Simon Mann Christoph Ulrich Toni Vilander              | Ferrari 488 GTE Evo      | M     | 178  | +16 okrążeń  |
| 29                | LMGTE Am      | #60 Iron Lynx                 | Claudio Schiavoni Matteo Cressoni Giancarlo Fisichella | Ferrari 488 GTE Evo      | M     | 178  | +16 okrążeń  |
| 30                | LMGTE Am      | #54 AF Corse                  | Thomas Flohr Francesco Castellacci Nick Cassidy        | Ferrari 488 GTE Evo      | M     | 178  | +16 okrążeń  |
| 31                | LMP2          | #34 Inter Europol Competition | Jakub Śmiechowski Alex Brundle Esteban Gutiérrez       | Oreca 07                 | G     | 174  | +20 okrążeń  |
| 32                | LMGTE Am      | #88 Dempsey-Proton Racing     | Fred Poordad Patrick Lindsey Julien Andlauer           | Porsche 911 RSR-19       | M     | 169  | +25 okrążeń  |
| 33                | LMP2          | #10 Vector Sport              | Nico Müller Ryan Cullen Mike Rockenfeller              | Oreca 07                 | G     | 157  | +37 okrążeń  |
| Niesklasyfikowani |               |                               |                                                        |                          |       |      |              |
|                   | LMGTE Am      | #71 Spirit of Race            | Franck Dezoteux Pierre Ragues Gabriel Aubry            | Ferrari 488 GTE Evo      | M     | 122  |              |
|                   | LMGTE Am      | #46 Team Project 1            | Matteo Cairoli Mikkel O. Pedersen Nicolas Leutwiler    | Porsche 911 RSR-19       | M     | 86   |              |
| Nie ukończyli     |               |                               |                                                        |                          |       |      |              |
|                   | Hypercar      | #7 Toyota Gazoo Racing        | Mike Conway Kamui Kobayashi José María López           | Toyota GR010 Hybrid      | M     | 110  |              |
| Źródło            |               |                               |                                                        |                          |       |      |              |

### Statystyki

#### Najszybsze okrążenie
| Klasa     | Kierowca           | Zespół              | Czas     | Okr. |
| --------- | ------------------ | ------------------- | -------- | ---- |
| Hypercar  | Matthieu Vaxivière | #36 Alpine Elf Team | 1:49,033 | 4    |
| LMP2      | William Stevens    | #38 Jota            | 1:50,836 | 185  |
| LMGTE Pro | Nick Tandy         | #64 Corvette Racing | 1:57,734 | 148  |
| LMGTE Am  | Matteo Cairoli     | #46 Team Project 1  | 1:59,194 | 15   |
| Źródło    |                    |                     |          |      |